# البراضعية (البصرة)
البراضعية هي إحدى مناطق مدينة البصرة يقع فيها مجمع القصور الرئاسية وتطل على شط العرب من خلال كورنيش صغير. وهي أيضا تقع بالقرب من كلية الطب حيث أن أغلب طلاب الطب يسكنون بها.
يحد منطقة البراضعية من الشرق شط العرب ومن الشمال نهر الخورة ومن الغرب نهر الاميلح ومنطقة مناوي لجم ومن الجنوب نهر السراجي، ومن المعالم البارزة في المنطقة المستشفى التعليمي الذي يضم كلية الطب ويقع المستشفى بالركن الشمالي الشرقي من المنطقة مطلا على شط العرب ونهر الخورة ومن أحيائها: ميتان والسراجي.

## جغرافية وتأريخ البراضعية
أحد الأنهار المهمة التي حفرت في العهد العباسي هو نهر السراجي جنوب منطقة البراضعية ثم أنهر صغيرة جنوبه حتى نهر أبو الخصيب، وسمي بالسراجي نسبة إلى رجل كان يعمل بصناعة السروج.
منطقة البراضعية كانت ممتلئة ببساتين النخيل حيث كانت العوائل البصرية تتجه إلى البساتين على شكل رحلات منظمة وذلك لما تحمله هذه المنطقة من طبيعة خلابة وفروع من الأنهر ممتدة في جميع البساتين، حيث كانت مياه المد تصعد عالية في الأنهر وخصوصا في أيام القمر وهو بدر، حيث كان الشباب يسبحون في الأنهر في فصل الصيف.
من أهم القصور التي كانت موجودة في البراضعية هي:

### قصر أغا جعفر
ويقع في قريه السراجي التابعة لقضاء أبو الخصيب في جنوب البراضعية. يسمى أيضا قصر أبو السباع حيث يوجد تمثالين لأسدين أمام القصر يقودان إلى درج ينحدر إلى النهر.
أغا جعفر هو جعفر عبد النبي حيث كان معتمد الشيخ خزعل أمير المحمرة في البصرة وكان أيضا مالكا لأسطول نقل النفط من عبدان إلى موانى العالم، ويقع على ضفاف شط العرب وبجانبه نهر السراجي، بني في عام 1902 حيث كانت فكرة اغا جعفر أن يحول الأرض التي اختيرت لبنائه إلى قصر للفن والتراث والجمال فكلف المهندس المعماري الهندي أصلان برسم وتخطيط هندسته ليجمع بين العمارة العربية والهندية والعثمانية والفارسية على أرض تربو مساحتها على أكثر من عشرين ألف متر ليبدأ تنفيذ التصميم على يد المعماري الشهير محمد العزاوي الذي احتاج إلى 700 ألف طابوقة من النوع المعروف بالسميكي العريض والبابلي الطويل وعدة آلاف من قطع المرمر والسيراميك لأنشاء الأسس والحيطان.
وبعد ذلك أدركت السلطنة العثمانية مكانة مؤسس القصر جعفر وهو من قبيلة بني علي من منطقة قبان فمنحه السلطان العثماني عبد الحميد لقب آغا جعفر. استملكته الدولة في السبعينات من القرن العشرين وصار جزءًا من منتزه السراجي وأحيطت به البحيرات ثم أصبح بعد ذلك جزءًا من القصور الرئاسية في التسعينات وألتي أصبحت في عام 2003 مركز قيادة القوات البريطانية.

### قصر عبد الوهاب الخضيري
سمي هذا القصر باسم صاحبه التاجر عبد الوهاب الخضيري والد الدكتور طلعت الخضيري وهو أحد أعضاء مجلس إدارة غرفة تجارة البصرة حيث تم انتخابه من 1938 ولغاية 1940، وكان أيضا رئيس غرفة زراعة البصرة وأخيه هاشم كان في نفس المدة رئيس غرفة تجارة ألبصرة، تم بناء هذا القصر سنة 1932 وهو من أجمل قصور البصرة واسع ذو طابقين تحيط الطابق الثاني شرفة على جهاته الثلاثة، ويقع القصر في البراضعية وعلى ضفاف شط العرب، وتحيطه عده حدائق وبستان مساحتها مايقارب الخمسة دوانم، وأزيل من قبل الدولة سنة 1952 لعمل كورنيش البراضعية.